# Диодот I Сотер
Диодот I Сотер (грч. Διόδοτος Α' ὁ Σωτήρ, око 285. п. н. е. — око 239. п. н. е.) је био оснивач Грчко-бактријског краљевства. Био је селеукидски сатрап Бактрије, а у периоду између 255 и 246. п. н. е. изборио је независност за своју територију. Био је сусед, а можда и савезник Андрагоре, сатрапа Партије, који је у отприлике исто време остварио независност.

## Оснивање Грчко-бактријског краљевства
Диодот I Сотер је основао Грчко-бактријско краљевство. Због контрадикторности античких извора постоје две различите процене када се то десило. Према једној независност је остварио у време селеукидскога владара Антиоха II Теоса, а према другој у време Селеука II Калиника. Према Јустину Диодот је остварио независност искористивши рат између Антиоха II Теоса и Птолемеја II Филаделфа. Диодот је у то време био селеукидски сатрап Бактрије, а пошто је Селеукидско царство било заузето ратом са Египтом изборио је независност и основао хеленистичку државу Грчко-бактријско краљевство. Побуни у Бактрији помогло је и то што су тај пример следили и други селеукидски сатрапи, попут Андрагоре у Партији. Бактрија је била јако урбанизована и веома богата. Имала је 1.000 градова. Према Страбону Грци, који су управљали Бактријом и који су се побунили против Селеукидскога царства постали су изузетно моћни због плодне земље. Диодот је загосподарио и околним подручјима Аријане и делова Индије. Важнији градови били су Бактра, Дарапса и Еукратидија.

## Сукоб са Арсаком
Арсак I, вођа номадског племена Парни, побегао је пред Диодотом у Партију. Ту је успео да убије Андрагору, који је раније био сатрап и самопроглашени краљ Партије. Након убиства Андрагоре Арсак је основао Партско царство. Партија више није била хеленистичка држава, па је Грчко-бактријско краљевство изгубило директан контакт са грчким светом. Копнена трговина се смањила, али се зато појачао поморски промет између Бактрије и Птолемејског Египта. Диодот I је почео да шири границе свога краљевства на север и исток преко граница, које је био успоставио Александар Велики. Када је Селеук II Калиник покушао да покори Партију изгледа да му је Диодот помагао. Селеук II Калиник се помирио са губитком Бактрије, али је настојао да врати Партију под своју власт, па је због тога склопио савез са Диодотом. Савез је цементиран дипломатским браком Диодота и Селеукове сестре.

## Породица
Са Селеуковом сестром Дидот је имао двоје деце, сина и наследника Диодота II и ћерку, која се удала за каснијега краља Еутидема I. Када је Диодот I умро наследио га је син Диодот II, који је склопио мир са Арсаком I и помогао му у рату са Селеуком II Калиником.